# Erquinghem-Lys
 Erquinghem-Lys  es una población y comuna francesa, en la región de Norte-Paso de Calais, departamento de Norte, en el distrito de Lille y cantón de Armentières.

## Demografía
| 3257 | 3456 | 3658 | 3949 | 4355 | 4495 |
| Para los censos de 1962 a 1999 la población legal corresponde a la población sin duplicidades (Fuente: INSEE [Consultar]) |      |      |      |      |      |